# Paris-Nice 1996
La 54e édition de la course cycliste par étapes Paris-Nice a eu lieu du 10 au 17 mars 1996. La victoire est revenue au Français Laurent Jalabert pour la deuxième année consécutive. L'Américain Lance Armstrong et le Britannique Chris Boardman l'accompagnent sur le podium.

## Participants
Sur cette édition de Paris-Nice 152 coureurs participent divisés en 19 équipes : ONCE, Motorola, Gan, Festina-Lotus, Mapei-GB, Lotto-Isoglass, Saeco-AS Juvenes San Marino, MG Maglificio-Technogym, Gewis-Playbus, Team Polti, Kelme-Artiach, Telekom, Mutuelle de Seine-et-Marne, Aubervilliers'93, Colstrop-Lystex, Agrigel-La Creuse, Casino-C'est votre équipe, Aki-Gipiemme et Force Sud. L’épreuve est terminée par 108 coureurs.

## Étapes
| Étape      | Date    | Villes étapes                      | type                        | Distance (km) | Vainqueur d'étape   | Leader du classement général |
| ---------- | ------- | ---------------------------------- | --------------------------- | ------------- | ------------------- | ---------------------------- |
| 1re étape  | 10 mars | Châteauroux – Saint-Amand-Montrond |                             | 178           | Frédéric Moncassin  | Frédéric Moncassin           |
| 2e étape   | 11 mars | Dun-sur-Auron – Aubusson           |                             | 160,8         | Wilfried Nelissen   | Wilfried Nelissen            |
| 3e étape   | 12 mars | lac de Vassivière – Chalvignac     |                             | 172,5         | Laurent Jalabert    | Laurent Jalabert             |
| 4e étape   | 13 mars | Maurs – Millau                     |                             | 162,6         | Laurent Jalabert    | Laurent Jalabert             |
| 5e étape   | 14 mars | Millau – Millau                    |                             | 162,6         | Stefano Casagranda  | Laurent Jalabert             |
| 6e étape   | 15 mars | Vitrolles – Saint-Tropez           |                             | 199,5         | Andreï Tchmil       | Laurent Jalabert             |
| 7e étape   | 16 mars | Saint-Tropez – Antibes             |                             | 193,7         | Bruno Boscardin     | Laurent Jalabert             |
| 8e a étape | 17 mars | Nice – Nice                        |                             | 71,7          | Maximilian Sciandri | Laurent Jalabert             |
| 8e b étape | 17 mars | Antibes – Nice                     | contre-la-montre individuel | 19,9          | Chris Boardman      | Laurent Jalabert             |

### 1reétape
10-03-1996. Châteauroux-Saint-Amand-Montrond, 178 km.
|   | Cycliste           | Équipe         | Temps           |
| - | ------------------ | -------------- | --------------- |
| 1 | Frédéric Moncassin | Gan            | 4 h 24 min 10 s |
| 2 | Tom Steels         | Mapei-GB       | m.t.            |
| 3 | Wilfried Nelissen  | Lotto-Isoglass | m.t.            |

### 2eétape
11-03-1996. Dun-sur-Auron-Aubusson 160,8 km.
|   | Cycliste          | Équipe                      | Temps           |
| - | ----------------- | --------------------------- | --------------- |
| 1 | Wilfried Nelissen | Lotto-Isoglass              | 3 h 52 min 44 s |
| 2 | Mario Cipollini   | Saeco-AS Juvenes San Marino | m.t.            |
| 3 | Tom Steels        | Mapei-GB                    | m.t.            |

### 3eétape
12-03-1996. Vassivière-Chalvignac 172,5 km.
|   | Cycliste         | Équipe   | Temps           |
| - | ---------------- | -------- | --------------- |
| 1 | Laurent Jalabert | ONCE     | 4 h 04 min 21 s |
| 2 | Lance Armstrong  | Motorola | + 16 s          |
| 3 | Chris Boardman   | Gan      | m.t.            |

### 4eétape
13-03-1996. Maurs-Millau, 162,6 km.
|   | Cycliste         | Équipe        | Temps           |
| - | ---------------- | ------------- | --------------- |
| 1 | Laurent Jalabert | ONCE          | 5 h 16 min 08 s |
| 2 | Lance Armstrong  | Motorola      | + 15 s          |
| 3 | Laurent Brochard | Festina-Lotus | + 22 s          |

### 5eétape
14-03-1996. Millau-Millau, 162,6 km.
|   | Cycliste           | Équipe                  | Temps           |
| - | ------------------ | ----------------------- | --------------- |
| 1 | Stefano Casagranda | MG Maglificio-Technogym | 4 h 02 min 49 s |
| 2 | Laurent Jalabert   | ONCE                    | + 27 s          |
| 3 | Frédéric Moncassin | Gan                     | m.t.            |

### 6eétape
15-03-1996. Vitrolles-Saint-Tropez, 199,5 km.
|   | Cycliste            | Équipe         | Temps           |
| - | ------------------- | -------------- | --------------- |
| 1 | Andreï Tchmil       | Lotto-Isoglass | 5 h 27 min 20 s |
| 2 | Chris Boardman      | Gan            | m.t.            |
| 3 | Maximilian Sciandri | Motorola       | m.t.            |

### 7eétape
16-03-1996. Saint-Tropez-Antibes, 193,7 km.
|   | Cycliste          | Équipe         | Temps           |
| - | ----------------- | -------------- | --------------- |
| 1 | Bruno Boscardin   | Festina-Lotus  | 5 h 11 min 52 s |
| 2 | Tom Steels        | Mapei-GB       | m.t.            |
| 3 | Wilfried Nelissen | Lotto-Isoglass | m.t.            |

### 8eétape,1ersecteur
17-03-1996. Nice-Nice, 71,7 km.
|   | Cycliste            | Équipe         | Temps           |
| - | ------------------- | -------------- | --------------- |
| 1 | Maximilian Sciandri | Motorola       | 1 h 46 min 48 s |
| 2 | Jon Odriozola       | Gewiss-Playbus | m.t.            |
| 3 | Mauro Gianetti      | Team Polti     | m.t.            |

### 8eétape,2esecteur
17-03-1996. Antibes-Nice, 19,9 km (clm).
|   | Cycliste         | Équipe   | Temps       |
| - | ---------------- | -------- | ----------- |
| 1 | Chris Boardman   | Gan      | 21 min 16 s |
| 2 | Lance Armstrong  | Motorola | + 24 s      |
| 3 | Laurent Jalabert | ONCE     | + 29 s      |

## Classement final
| #   | Cycliste            | Équipe         |    | Temps            |
| --- | ------------------- | -------------- | -- | ---------------- |
| 1.  | Laurent Jalabert    | ONCE           | en | 34 h 28 min 14 s |
| 2.  | Lance Armstrong     | Motorola       | +  | 43 s             |
| 3.  | Chris Boardman      | Gan            |    | 47 s             |
| 4.  | Frank Vandenbroucke | Mapei-GB       |    | 1 min 21 s       |
| 5.  | Laurent Brochard    | Festina        |    | 1 min 36 s       |
| 6.  | Íñigo Cuesta        | ONCE           |    | 2 min 17 s       |
| 7.  | Luc Leblanc         | Polti          |    | 2 min 18 s       |
| 8.  | Andreï Tchmil       | Lotto-Isoglass |    | 2 min 48 s       |
| 9.  | Laurent Madouas     | Motorola       |    | 3 min 17 s       |
| 10. | Andrea Peron        | Motorola       |    | 3 min 31 s       |